# Соломатін Андрій Юрійович
Андрій Юрійович Соломатін (рос. Андрей Юрьевич Соломатин, нар. 9 вересня 1975, Москва) — колишній російський футболіст, захисник.
Насамперед відомий виступами за московські клуби «Локомотив» та ЦСКА, а також національну збірну Росії.

## Клубна кар'єра
Вихованець московського «Торпедо», за другу команду якого дебютував 1992 року, взявши участь лише у 8 матчах чемпіонату.
Протягом 1992–1994 років захищав кольори команди московського ТРАСКО.
Своєю грою привернув увагу представників тренерського штабу московського «Локомотива», до складу якого приєднався 1995 року. Відіграв за московських залізничників наступні сім сезонів своєї ігрової кар'єри. Більшість часу, проведеного у складі московського «Локомотива», був основним гравцем захисту команди і за цей допоміг команді чотири рази вигравати кубок Росії, а також тричі ставати срібним призером чемпіонату країни.
Влітку 2001 року уклав контракт з московським ЦСКА, у складі якого провів наступні два роки своєї кар'єри гравця. Граючи у складі московського ЦСКА також здебільшого виходив на поле в основному складі команди. За цей час виборов титул чемпіона Росії та ще раз став володарем кубку.
З 2004 року виступав за низку російських клубів, а також українську «Оболонь» та корейську «Соннам Ільхва Чхонма», проте в  жодній з команд надовго не затримався.
Завершив професійну ігрову кар'єру у московському «Торпедо», за який виступав протягом сезону 2007 року.

## Виступи за збірну
18 листопада 1998 року дебютував в офіційних матчах у складі національної збірної Росії в товариській грі проти збірної Бразилії (1-5). 
У складі збірної був учасником чемпіонату світу 2002 року в Японії і Південній Кореї, на якому зіграв в усіх трьох матчах команди.
Протягом кар'єри у національній команді, яка тривала 6 років, провів у формі головної команди країни лише 13 матчів, забивши 1 гол.

## Після завершення футбольної кар'єри
Був власником компанії з організації свят та тренером академії «Чертаново» в Москві.
Є депутатом Москгордуми як самовисуванець.

## Титули і досягнення
- Чемпіон Росії (1):

ЦСКА (Москва): 2003
- Володар Кубка Росії (5):

«Локомотив» (Москва): 1996, 1997, 2000, 2001
ЦСКА (Москва): 2002
- Володар Суперкубка Росії (1):

ЦСКА (Москва): 2004